# Caulibugula armata
Caulibugula armata är en mossdjursart som beskrevs av Addison Emery Verrill 1900. Caulibugula armata ingår i släktet Caulibugula och familjen Bugulidae. Inga underarter finns listade i Catalogue of Life.